# St. Nikolaus (Wolpertstetten)

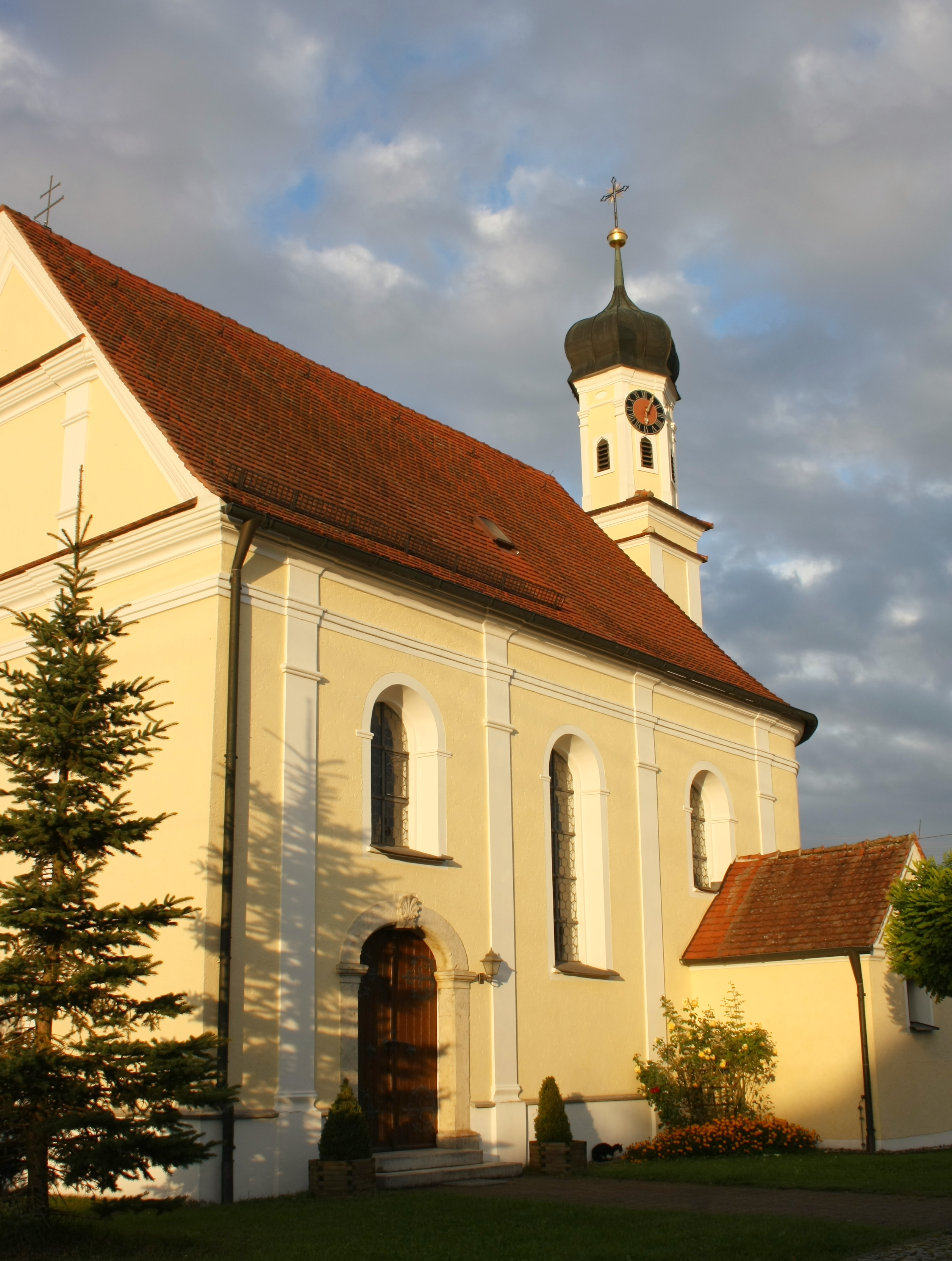
Katholische Filialkirche St. Nikolaus in Wolpertstetten

Die römisch-katholische Filialkirche St. Nikolaus in Wolpertstetten, einem Gemeindeteil von Blindheim, gehört zur Pfarrei Unterglauheim und liegt im Landkreis Dillingen an der Donau im bayrischen Regierungsbezirk Schwaben. Die Kirche wurde 1750 errichtet und besitzt Deckenmalereien aus der Entstehungszeit.

## Geschichte
1150 wurde der Ort als „Vollparnstetten“ erstmals erwähnt. Bereits für das Jahr 1215 ist eine Kirche bezeugt. Ob diese jemals Pfarrkirche war, ist nicht nachzuweisen. Im 13. Jahrhundert gelangte Wolpertstetten in den Besitz des Klosters Kaisheim. Die heutige, dem heiligen Nikolaus gewidmete Kirche ließ der Abt von Kaisheim, Cölestin I. Meermols, 1750 errichten. Als Baumeister wird Johann Georg Hitzelberger aus Ziemetshausen vermutet.
Wolpertstetten gehörte zunächst zur Pfarrei Blindheim, von der es 1921 abgetrennt und Unterglauheim zugeteilt wurde.

## Architektur

### Außenbau
Pilaster gliedern den schlichten Bau, der im Osten in einen korbbogigen Chor mündet. Im Chorscheitel springt der quadratische Unterbau des Turmes risalitartig hervor. Das sechseckige Turmobergeschoß ist mit einer Zwiebelhaube bekrönt. Die Westfassade ist ebenfalls durch Pilaster gegliedert und durch profilierte Gesimse unterteilt. Der Eingang befindet sich an der Südseite, an die auch die Sakristei angebaut ist.

### Innenraum

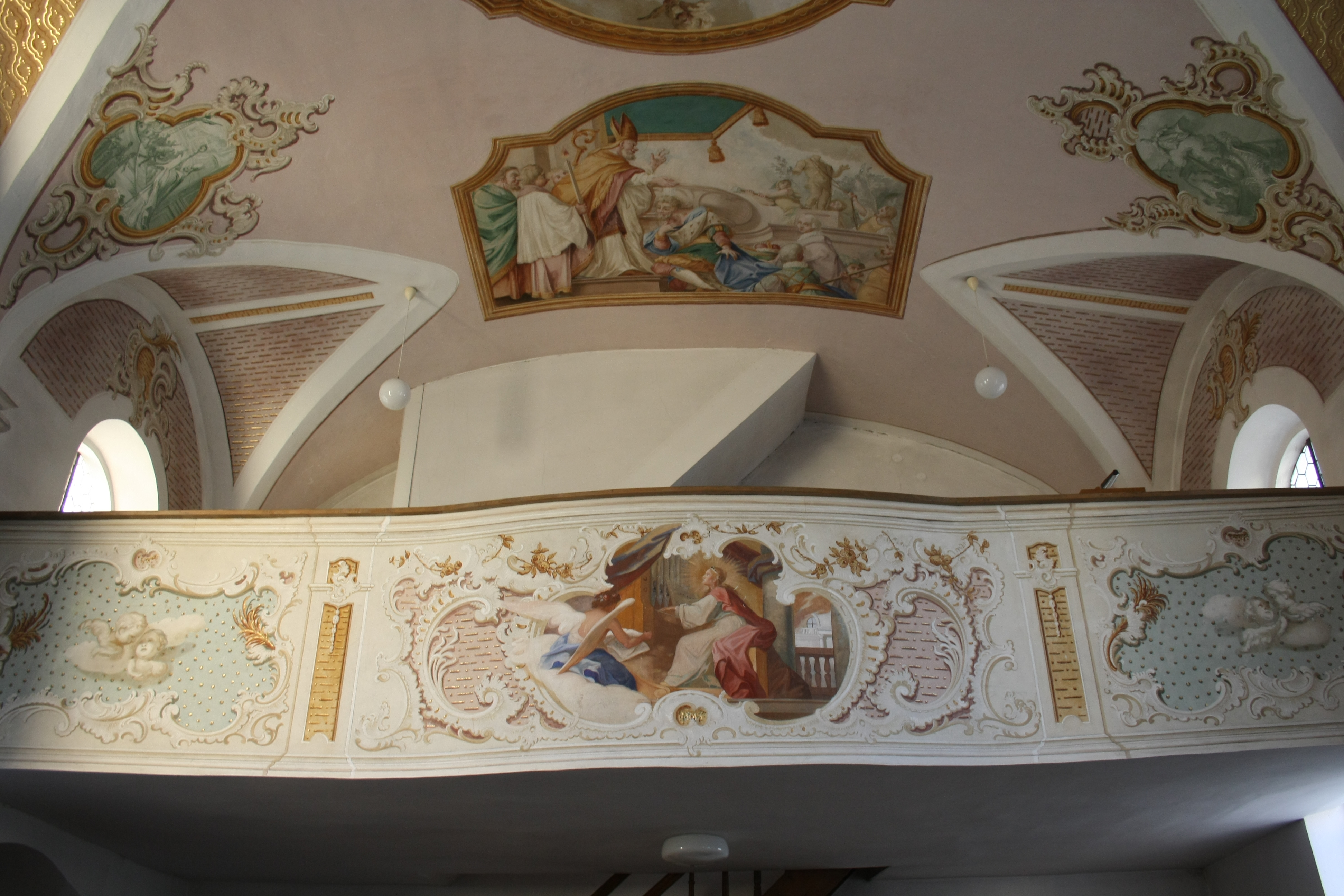
Darstellung der heiligen Cäcilia auf der Emporenbrüstung

Das einschiffige Langhaus erstreckt sich über drei Joche und ist von einer flachen Tonne mit Stichkappen gedeckt. Der Chor ist um eine Stufe erhöht. Den westlichen Abschluss bildet eine geschweifte Empore.

## Malereien
Die Deckenmalereien stammen von 1750 und wurden im Stil von Johann Anwander ausgeführt. Sie stellen die Verklärung des heiligen Nikolaus dar, die Krönung des Heiligen durch die Dreifaltigkeit und die Taufe eines Fürsten durch den heiligen Nikolaus, der einen Götzen vom Sockel stoßen lässt. Die Zwickel sind mit Grisaillen mit Szenen aus dem Leben des heiligen Nikolaus gestaltet. Auf der Emporenbrüstung ist die heiligen Cäcilia dargestellt, die auf der Orgel spielt.

## Ausstattung
Der Altar stammt von 1912 und wurde im Stil des Neobarock von G. Saumweber geschaffen. Die thronende Muttergottes wird auf 1460/70 datiert.